# Kanton Vandœuvre-lès-Nancy
Der Kanton Vandœuvre-lès-Nancy ist seit 1973 ein französischer Wahlkreis im Arrondissement Nancy, im Département Meurthe-et-Moselle und in der Region Grand Est (bis 2015 Lothringen).
Der Kanton Vandœuvre-lès-Nancy umfasst die Stadt Vandœuvre-lès-Nancy.

## Geschichte
Ein erster Kanton Vandœuvre-lès-Nancy entstand am 2. August 1973 mit den beiden Gemeinden Vandœuvre-lès-Nancy und Villers-lès-Nancy. 1982 wechselte Villers-lès-Nancy zum neuen Kanton Laxou. Somit gab es den Kanton in seinem heutigen Umfang bereits von 1982 bis 1997. Damals wurde die Gemeinde in die beiden Kantone Vandœuvre-lès-Nancy-Est und Vandœuvre-lès-Nancy-Ouest aufgeteilt. Der heutige Kanton entstand bei der Neueinteilung der französischen Kantone im Jahr 2015 mit der Wiedervereinigung der beiden Stadt-Kantone.

## Politik
Im 1. Wahlgang am 22. März 2015 erreichte keines der vier Wahlpaare die absolute Mehrheit. Bei der Stichwahl am 29. März 2015 gewann das Gespann Sylvie Crunchant/Stéphane Hablot (beide PS) gegen Dominique Renaud/Marc Saint Denis (beide Union de la Droite) mit einem Stimmenanteil von 62,32 % (Wahlbeteiligung: 43,17 %).
| Vertreter im conseil général des Départements | Vertreter im conseil général des Départements | Vertreter im conseil général des Départements         |
| Amtszeit                                      | Name                                          | Partei                                                |
| --------------------------------------------- | --------------------------------------------- | ----------------------------------------------------- |
| 1973–1994                                     | Richard Pouille                               | Républicains indépendants, dann UDF-Parti républicain |
| 1994–1997                                     | Pierre Rousselot                              | PS                                                    |
| 2015–                                         | Sylvie Crunchant Stéphane Hablot              | PS                                                    |